# 絹川正吉
絹川 正吉（きぬかわ まさきち、1929年3月7日 - 2025年1月23日）は、日本の数学者。国際基督教大学名誉教授・元学長。専門は解析学、フーリエ解析。Ph.D.(ノースウェスタン大学)。神奈川県横浜市出身。

## 経歴
この節の出典

### 学歴
- 1953年東京都立大学 (1949-2011)理学部数学科卒業
- 1955年東京都立大学大学院理学研究科修士課程修了
- 1960年ノースウェスタン大学大学院博士課程修了

### 職歴
- 1955年国際基督教大学助手
- 1958年国際基督教大学講師
- 1962年国際基督教大学助教授
- 1972年国際基督教大学教養学部理学科教授
- 1986年国際基督教大学教養学部長
- 1996年国際基督教大学学長
- 2004年国際基督教大学名誉教授
- 2008年　国立大学法人新潟大学理事
- 褒章
- 2021年　全国日本学士会アカデミア賞受賞
- その他・役職 1996年　日本私立大学連盟理事  1997年　日本高等教育学会理事  1997年　大学基準協会監事  1998年　大学基準協会理事  1998年　大学評価・学位授与機構専門（教養）委員   2000年　東京学芸大学大学運営諮問会議会長  2000年　大学教育学会会長  2001年　大学セミナーハウス館長2001年　IDE大学（民主）教育協会理事  2002年　日本私立大学連盟常務理事  2002年　電気通信大学大学運営諮問会議委員  2003年　文部科学省「特色ある大学教育支援プログラム」実施委員会委員長   2005年　日本高等教育学会理事  2008年　読売新聞社「大学の実力」諮問委員  2013年　一般社団法人大学教育学会監事  2015年　一般社団法人大学教育学会名誉会員

### 死去
2025年1月23日死去。95歳没。

## 著書

### 単著
大学教育関係著作
- 『一般教育における総合の意味』、ICU一般教育シリーズ　12、1982年．
- 『ヘブライズムとヘレニズム』（共著）、新地書房、1985年.
- 『大学は変わる』（大学セミナ−ハウス編（共著）、国際書院、1989年.
- 『大学教育の本質』ユ−リ−グ、1995年.
- 『大学教育の思想』東信堂、2006年
- 『大学教育のエクセレンスとガバナンス』地域科学研究会・高等教育情報センター、2006年
- 『大学の死、そして復活』東信堂、2015年
- 『リベラル・アーツの源泉を訪ねて』東信堂、2018年
- 『戦後日本の大学教育の回顧と展望～自分史と重ねて』、東信堂、2022年

『教養と大学スタッフ』、東信堂、2022年

### 共編著
- 絹川正吉・他『大学力を創る―FDハンドブック』東信堂、1999年
- 絹川正吉・他『ICUリベラルアーツの全て』、東信堂、2002年
- 絹川正吉・舘昭『学士課程教育の改革』東信堂 2004年
- 絹川正吉・小笠原正明『特色GPのすべて』大学基準協会、2011年

### 共著
- 『立教大学「全カリ」のすべて-リベラル・アーツの再構築-』（（寺崎昌男との共著、東信堂、2001年）

### 編著
- 『ICU 「リベラル・アーツ」のすべて』（東信堂<シリーズ教養教育改革ドキュメント（2）>、2002年）
- 『学士課程教育の改革』（舘昭との編著、東信堂<講座「21世紀の大学・高等教育を考える」（第3巻）>、2004年）

### 訳著
- フレデリック・リース、B.S.ナジー 『関数解析論<上>』（清原岑夫との共訳、 共立出版、1973年）
- フレデリック・リース、B.S.ナジー 『関数解析論<下>』（清原岑夫との共訳、 共立出版、1974年）

### その他
- 絹川正吉監修、古藤晃 『ICU　その入試のすべて』（研究社、 2003年）